# アレクサンダー・キャンピオン
アレクサンダー・キャンピオン（Alexander Campion）は、アメリカ合衆国生まれの推理作家。
ニューヨーク生まれ。コロンビア大学卒業後、経営コンサルタントをしている時にベンチャー事業の手伝いを頼まれて半年の約束でパリに渡り、以後35年間パリで暮らす。やがてレストラン評論家として執筆を始めた。『パリのグルメ捜査官』シリーズで小説デビュー。カナダのトロントに暮らしている。

## 著作
- パリのグルメ捜査官シリーズ（Capucine Culinary Mysteries）

| # | 原題              | 刊行年 | 邦題                         | 刊行年        | 翻訳者   | 出版             |
| - | ----------------- | ------ | ---------------------------- | ------------- | -------- | ---------------- |
| 1 | The Grave Gourmet | 2010年 | 予約の消えた三ツ星レストラン | 2012年7月10日 | 小川敏子 | コージーブックス |
| 2 | Crime Fraiche     | 2011年 | りんご酒と嘆きの休暇         | 2013年2月8日  | 小川敏子 | コージーブックス |
| 3 | Killer Critique   | 2012年 | 美食家たちが消えていく       | 2014年8月     | 小川敏子 | コージーブックス |
| 4 | Death of a Chef   | 2013年 |                              |               |          |                  |